# Universidad del Valle de Atemajac
La Universidad del Valle de Atemajac, más conocida por las siglas UNIVA, es un sistema educativo superior católico y privado presente en 6 Estados de la República Mexicana y en doce ciudades, las cuales son: Guadalajara, Colima, La Piedad, Lagos de Moreno, León, Querétaro, Puerto Vallarta, Tepic, Uruapan, Zamora de Hidalgo.

## Historia
La historia de la Universidad del Valle de Atemajac se inicia en el año 1962, cuando bajo la tutela del Arzobispo de Guadalajara, Cardenal José Garibi Rivera, y el liderazgo de Monseñor Santiago Méndez Bravo, se abre la primera escuela de periodismo en Guadalajara, con el nombre de Instituto Pío XII. En 1977 recibiría de las autoridades educativas el reconocimiento oficial como Instituto Superior del Valle de Atemajac. Su nombre actual lo toma en 1979, cuando la Secretaría de Educación Pública del gobierno mexicano le confiere el rango de Universidad. En 2005, de acuerdo con la Constitución Apostólica «Ex Corde Ecclesiae» del Papa, San Juan Pablo  II, así como otras normas del derecho canónico, la UNIVA queda erigida como Universidad Católica, convirtiéndose así en la mayor Universidad de la Iglesia Católica en México.

## Fundador
Monseñor Santiago Méndez Bravo, Rector Fundador, nació en La Piedad, Michoacán en 1928 y falleció el 27 de enero del año 2012 en Guadalajara Jalisco México; ahora yace en la parte trasera de la capilla del plantel de Guadalajara, la historia del mismo inicia cuando Santiago estaba en el seminario y el Rector del Instituto Pío XII de ese momento, José Salazar López, mencionó el grave problema de educación existente en México y dio una recomendación que quedó tallada en la mente del joven seminarista: «al pueblo que llegaran, si no existe escuela, deben fundarla». Aumentó este deseo en su mente, cuando el arzobispo lo mandó a estudiar un posgrado en España, en donde comprobó la diferencia en la educación de las personas, y fue ahí donde decidió hacer algo. Santiago Méndez Bravo inicia al mando del Instituto Pío XII, en 1960. En aquel entonces comenzó siendo una facultad de Teología para seglares, pero dos años más tarde se convirtió en la primera escuela de Periodismo de Occidente. En 1969 la institución cambió su nombre al de Instituto de Comunicaciones y Humanidades; en 1976 se integró como Asociación Civil, bajo en nombre de Instituto Superior Autónomo de Occidente (ISAO).
El Padre Méndez Bravo impulsó a la institución hasta lograr un crecimiento que la convirtió formalmente en universidad, con un reconocimiento de la SEP en 1977. A partir de ese momento, se convirtió en la Universidad del Valle de Atemajac. En su lema, Santiago Méndez Bravo resumió todos sus ideales: «Saber más, para ser más». Bajo el principio «Antes de que el futuro nos alcance», Mons. Méndez Bravo actuó, siempre considerando primero la acción antes que la reacción. Como fundador de la institución, imprimió su firma en la historia de la Universidad durante más de cuarenta años. La UNIVA ha marcado huella en la comunidad, gracias a su aporte en la educación, en el progreso y en el rescate de la calidad y los valores humanos, siempre poniendo en evidencia la inspiración cristiana que la mueve. Uno de los elementos que ha logrado que la Universidad se consolide en el mundo de la educación en México, es sin duda, el liderazgo de sus Rectores: 
- Padre. Santiago Méndez Bravo, Fundador y Rector Vitalicio;
- Mons. Guillermo Alonzo Velasco, Rector quien falleció el 27 de mayo de 2012
- Pbro. Lic. Francisco Ramírez Yáñez, que tomó el cargo de Rector en junio de 2012, actualmente preside también la Asociación Mexicana de Instituciones de Educación Superior de Inspiración Cristiana, AMIESIC.

## Estructura
La estructura de gobierno determina el alcance de autoridad, responsabilidad y tipo de decisiones que tiene cada organismo o puesto en la Universidad del Valle de Atemajac (UNIVA). Está conformada de la siguiente manera:[cita requerida]
1. Asamblea General de Asociados del Instituto Superior Autónomo de Occidente, A.C. (I.S.A.O., A.C.)
2. Rector
3. Consejo de Directores
4. Equipo de Rectoría

## Modelo educativo
La UNIVA cuenta con un modelo pedagógico propio centrado en el alumno: pedagogía interactiva. Funge bajo un sistema cuatrimestral iniciado a partir de 1979 que permite flexibilidad de horarios. La duración de estudios de una carrera profesional es de 3 años, 4 meses (10 cuatrimestres), con excepción de los programas de bachillerato y la carrera de medicina que son semestrales.
La siguiente es una lista de los grados y posgrados ofrecidos por el sistema universitario de la UNIVA:[cita requerida]

### Bachilleratos tecnológicos
- Diseño Gráfico Digital
- Programación
- Medios de Comunicación
- Arquitectura
- Diseño Decorativo

### Bachilleratos generales
- Administración
- Higiene y Salud Comunitaria

### Modalidad bilingüe
- Bachillerato General
- Medios de Comunicación

### Licenciatura escolarizada
- Médico Cirujano (semestral)
- Nutrición
- Psicología
- Ciencias de la Comunicación
- Animación, Arte Digital y Multimedia
- Producción de Medios Audiovisuales
- Diseño Gráfico Estratégico
- Publicidad
- Administración de Empresas
- Gestión de Empresas Turísticas
- Relaciones Internacionales
- Mercadotecnia Integral
- Comercio y Negocios Internacionales
- Contaduría Pública
- Finanzas
- Ingeniero Arquitecto
- Ingeniería Industrial
- Ingeniería en Mecatrónica
- Ingeniería en Sistemas y Tecnologías de Información
- Derecho
- Gastronomía

### Licenciatura impulso
- Mercadotecnia
- Derecho
- Ingeniería en Sistemas Computacionales

### Licenciatura impulso profesional
- Administración e Innovación de Negocios
- Comercio y Logística Internacional
- Contaduría, Fiscal y Finanzas
- Comunicación Estratégica
- Ingeniería en Gestión de la Cadena de Suministro

### Universidad a distancia
- Enseñanza y Gestión del Inglés
- Administración de Negocios
- Mercadotecnia Empresarial
- Negocios Internacionales
- Filosofía
- Teología
- Ciencias Religiosas

### Posgrados

#### Maestrías
- Nutrición Clínica
- Terapia Familiar Sistémico Relacional
- Administración
- Fiscal
- Finanzas
- Administración de Negocios MBA
- Mercadotecnia
- Comunicación Coorporativa
- Medios Creativos Digitales
- Desarrollo Organizacional y Humano
- Educación
- Derecho Corporativo
- Juicio de Amparo
- Gestión de la Calidad
- Valuación
- Ingeniería Industrial
- Ingeniería en Software
- Programación de Tecnología Móviles

### Doctorados
- Ciencias de la Administración
- Ciencias del Desarrollo Humano

Las carreras más sobresalientes en el campo laboral, calificando entre las 20 mejores son:
- Ciencias de la Comunicación
- Animación, Arte Digital y Multimedia
- Nutrición
- Psicología
- Relaciones Internacionales
- Ingeniero Arquitecto
- Derecho